# Campeonato Metropolitano 1971 (Argentina)
El Torneo Metropolitano 1971 fue el cuadragésimo séptimo de la era profesional y el primero de ese año de la Primera División de Argentina de fútbol. Se disputó en dos ruedas, por el sistema de todos contra todos, entre el 5 de marzo y el 3 de octubre.
El campeón fue el Club Atlético Independiente, que obtuvo así su segundo Metropolitano consecutivo, tras el logro del año anterior. Su consagración llegó de manera inesperada, al ganarle el último partido al Club de Gimnasia y Esgrima La Plata por 2 a 0, mientras el Club Atlético Vélez Sarsfield, puntero con un punto de ventaja hasta ese momento, perdió sorpresivamente en su propio estadio contra el Club Atlético Huracán. 
Clasificaron al siguiente Torneo Nacional todos los equipos participantes, excepto los descendidos a la Primera B, que fueron los que ocuparon los dos últimos puestos de la tabla, habiéndose dejado de lado el sistema de reclasificatorios.

## Ascensos y descensos
| Pos         | Equipo ascendido   |
| ----------- | ------------------ |
| 1.º Recl Pr | Ferro Carril Oeste |

| Pos         | Equipos descendidos en la temporada 1970 |
| ----------- | ---------------------------------------- |
| 6.º Recl    | Unión                                    |
| 7.º Recl    | Lanús                                    |
| 3.º Recl Pr | Quilmes                                  |

De este modo, el número de participantes disminuyó a 19.

## Equipos
| Equipo             | Ciudad          |
| ------------------ | --------------- |
| Argentinos Juniors | Buenos Aires    |
| Atlanta            | Buenos Aires    |
| Banfield           | Banfield        |
| Boca Juniors       | Buenos Aires    |
| Chacarita Juniors  | Villa Maipú     |
| Colón              | Santa Fe        |
| Estudiantes        | La Plata        |
| Ferro Carril Oeste | Buenos Aires    |
| Gimnasia y Esgrima | La Plata        |
| Huracán            | Buenos Aires    |
| Independiente      | Avellaneda      |
| Los Andes          | Lomas de Zamora |
| Newell's Old Boys  | Rosario         |
| Platense           | Buenos Aires    |
| Racing Club        | Avellaneda      |
| River Plate        | Buenos Aires    |
| Rosario Central    | Rosario         |
| San Lorenzo        | Buenos Aires    |
| Vélez Sarsfield    | Buenos Aires    |

### Distribución geográfica de los equipos
| Región                 | Cant. | Equipos |
| ---------------------- | ----- | --- |
| Ciudad de Buenos Aires | 9     | Argentinos Juniors, Atlanta, Boca Juniors, Ferro Carril Oeste, Huracán, Platense, River Plate, San Lorenzo y Vélez Sarsfield |
| Conurbano bonaerense   | 5     | Banfield, Chacarita Juniors, Independiente, Los Andes y Racing Club                                                          |
| Provincia de Santa Fe  | 3     | Colón, Newell's Old Boys y Rosario Central                                                                                   |
| Ciudad de La Plata     | 2     | Estudiantes y Gimnasia y Esgrima                                                                                             |

## Tabla de posiciones final
| Pos. | Equipo                  | Pts. | PJ | PG | PE | PP | GF | GC | Dif. |
| ---- | ----------------------- | ---- | -- | -- | -- | -- | -- | -- | ---- |
| 1.º  | Independiente           | 50   | 36 | 20 | 10 | 6  | 57 | 26 | 31   |
| 2.º  | Vélez Sarsfield         | 49   | 36 | 20 | 9  | 7  | 77 | 42 | 35   |
| 3.º  | Chacarita Juniors       | 46   | 36 | 17 | 12 | 7  | 49 | 35 | 14   |
| 4.º  | Newell's Old Boys       | 44   | 36 | 18 | 8  | 10 | 74 | 47 | 27   |
| 5.º  | San Lorenzo             | 44   | 36 | 18 | 8  | 10 | 75 | 52 | 23   |
| 6.º  | River Plate             | 39   | 36 | 14 | 11 | 11 | 60 | 52 | 8    |
| 7.º  | Ferro Carril Oeste      | 38   | 36 | 15 | 8  | 13 | 49 | 49 | 0    |
| 8.º  | Boca Juniors            | 36   | 36 | 16 | 4  | 16 | 59 | 52 | 7    |
| 9.º  | Huracán                 | 35   | 36 | 12 | 11 | 13 | 46 | 54 | −8   |
| 10.º | Rosario Central         | 34   | 36 | 11 | 12 | 13 | 48 | 51 | −3   |
| 11.º | Racing Club             | 34   | 36 | 10 | 14 | 12 | 56 | 64 | −8   |
| 12.º | Gimnasia y Esgrima (LP) | 34   | 36 | 10 | 14 | 12 | 51 | 62 | −11  |
| 13.º | Estudiantes (LP)        | 32   | 36 | 11 | 10 | 15 | 41 | 55 | −14  |
| 14.º | Colón                   | 31   | 36 | 10 | 11 | 15 | 58 | 73 | −15  |
| 15.º | Atlanta                 | 30   | 36 | 11 | 8  | 17 | 45 | 57 | −12  |
| 16.º | Argentinos Juniors      | 29   | 36 | 9  | 11 | 16 | 43 | 56 | −13  |
| 17.º | Banfield                | 29   | 36 | 6  | 17 | 13 | 36 | 54 | −18  |
| 18.º | Los Andes               | 27   | 36 | 9  | 9  | 18 | 38 | 57 | −19  |
| 19.º | Platense                | 23   | 36 | 6  | 11 | 19 | 42 | 66 | −24  |

|  | Campeón.                         |
|  | Descendió a la Segunda División. |

## Descensos y ascensos
Con el descenso a Primera B de Los Andes y Platense y el ascenso de Lanús, el número de equipos participantes del Torneo Metropolitano 1972 disminuyó a 18.

## Goleadores
| Jugador              | Jugador         | Goles | Equipo            |
| -------------------- | --------------- | ----- | ----------------- |
| Bandera de Argentina | Carlos Bianchi  | 36    | Vélez Sarsfield   |
| Bandera de Argentina | Alfredo Obberti | 28    | Newell's Old Boys |
| Bandera de Argentina | Rodolfo Fischer | 20    | San Lorenzo       |
| Bandera de Argentina | Roberto Cabral  | 18    | Platense          |
| Bandera de Argentina | Oscar Más       | 16    | River Plate       |